# Porter Lowry
Porter P. Lowry II (Salem (Oregon), 27 oktober 1956) is een Amerikaanse botanicus.
In 1976 behaalde hij zijn B.Sc. in de botanie aan de University of Illinois, Urbana. In 1980 behaalde hij hier zijn M.Sc. in de botanie. In 1986 behaalde hij een Ph.D. aan de Washington University met het proefschrift A systematic study of three genera of Araliaceae endemic to or centered in New Caledonia: Delarbrea, Myodocarpus, and Pseudosciadium. Bij het voorbereiden van zijn proefschrift werd Lowry geadviseerd door Peter Raven.
Vanaf 1986 is Lowry verbonden aan de Missouri Botanical Garden. Tot 1990 was hij hier assistent-conservator. Tussen 1990 en 1999 was hij associate-conservator Vanaf 2000 is hij conservator. Hij is hoofd van het Africa and Madagaskar Department bij de Missouri Botanical Garden. In deze functie is hij de coördinator van het Madagaskar Research and Conservation Program en het Africa Program. Ook coördineert hij onderzoeksactiviteiten van de Missouri Botanical Garden in Nieuw-Caledonië.
Naast zijn functie bij de Missouri Botanical Garden, heeft Lowry diverse andere posities. Sinds 1989 is hij onderzoeksmedewerker bij het Muséum national d'histoire naturelle (MNHN) in Parijs. Hier coördineert hij het samenwerkingsverband van de Missouri Botanical Garden met het 'Département systématique et evolution' van het MNHN op het gebied van onderzoek naar de flora van Madagaskar, de flora van Nieuw-Caledonië en de flora van Afrika.
Sinds 1999 is Lowry honorair onderzoeksmedewerker bij de Royal Botanic Gardens, Kew. Sinds 2003 is hij adjunct-associate professor bij de afdeling biologie van de University of Missouri-St. Louis. Sinds 2006 is hij overzeese onderzoekssupervisor bij het 'Kunning-instituut van botanie' van de 'Chinese Academie van Wetenschappen'. Sinds 2009 is hij lid van het 'école doctorale' van het Muséum national d'histoire naturelle.
Lowry houdt zich bezig met onderzoek op het gebied van de systematiek van de klimopfamilie (Araliaceae). Hij verricht floristisch onderzoek naar de klimopfamilie in Nieuw-Caledonië, Madagaskar, Gabon, Angola en Indochina. Hij houdt zich bezig met taxonomische revisies en beschrijvingen van nieuwe taxa binnen de geslachten Schefflera, Polyscias en Meryta. Daarnaast houdt hij zich bezig met onderzoek naar andere groepen binnen de orde Apiales, waaronder de familie Myodocarpaceae, de onderfamilies Azorelloideae en Mackinlayoideae van de schermbloemenfamilie (Apiaceae), en de familie Pittosporaceae. Hij verricht onderzoek naar de flora en vegetatie van Madagaskar. Hiervoor houdt zich bezig met de Catalogue of the Vascular Plants of Madagaskar. Hij houdt zich bezig met onderzoek naar de evolutie en diversificatie van de flora van Nieuw-Caledonië. Hiervoor richt hij zich op de systematiek en fylogenie van de families Pittosporaceae, Sapindaceae en Sapotaceae. Daarnaast houdt hij zich bezig met natuurbescherming, natuurbeheer en ecologisch herstel.
Lowry is lid van diverse organisaties, waaronder de American Society of Plant Taxonomists, de International Association for Plant Taxonomy, de Association for the Taxonomic Study of the Flora of Tropical Africa (AETFAT), de Society for Conservation Biology en de Société Française de Systématique.
Lowry is (mede)auteur van artikelen in tijdschriften als Adansonia, American Journal of Botany, Annals of the Missouri Botanical Garden, Botanical Journal of the Linnean Society, Edinburgh Journal of Botany, International Journal of Plant Sciences, Kew Bulletin, Nature, Novon, South African Journal of Botany, Systematic Botany en Taxon. Lowry is lid van de redactie van Adansonia.